# Kopiec Esterki
Kopiec Esterki – nieistniejący już kilkumetrowej wysokości kopiec, który według legendy miał powstać w XIV wieku, usypany na rozkaz króla Kazimierza Wielkiego na cześć Esterki, jego na wpół legendarnej ukochanej, a według innych podań jako miejsce jej pochówku. Według innych hipotez kopiec mógł być pozostałością po jakimś obiekcie obronnym lub sztucznie usypanym wzgórzem mieszkalnym, albo też jego lokalizacja mogła mieć związek ze zjawiskami astronomicznymi .
Kopiec ulokowany był w Łobzowie, przy dzisiejszej ul. Głowackiego, i od czasów Stefana Batorego  stanowił element zaprojektowanego przez Santiego Gucciego parku otaczającego łobzowski Pałac Królewski. Według kronik w roku 1786 w czasie pobytu króla Stanisława Augusta Poniatowskiego w Krakowie po raz pierwszy, w asyście króla, przebadano kopiec. Kolejne badania przypadły na drugą połowę XX wieku. Archeolodzy nie znaleźli szczątków ludzkich.
Kopiec został bezpowrotnie zniszczony w latach 50. XX wieku, podczas budowy obiektów sportowych klubu WKS Wawel, lub nawet wcześniej (przed 1947) w związku z budową baraków wojskowych. Zachował się jedynie na dawnych widokach Krakowa (co pozwala oszacować jego wysokość na 5–7 m ) oraz na nielicznych materiałach kartograficznych (m.in. na Planie miasta Krakowa z przedmieściami).

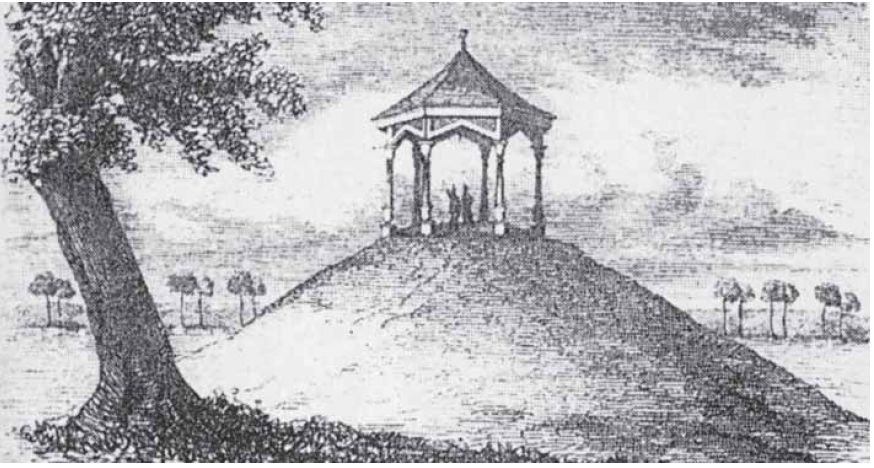
Rysunek Kopca Esterki (niezgodny z rzeczywistością) zamieszczony w czasopiśmie "Illustrirte Zeitung" z 1859 r.
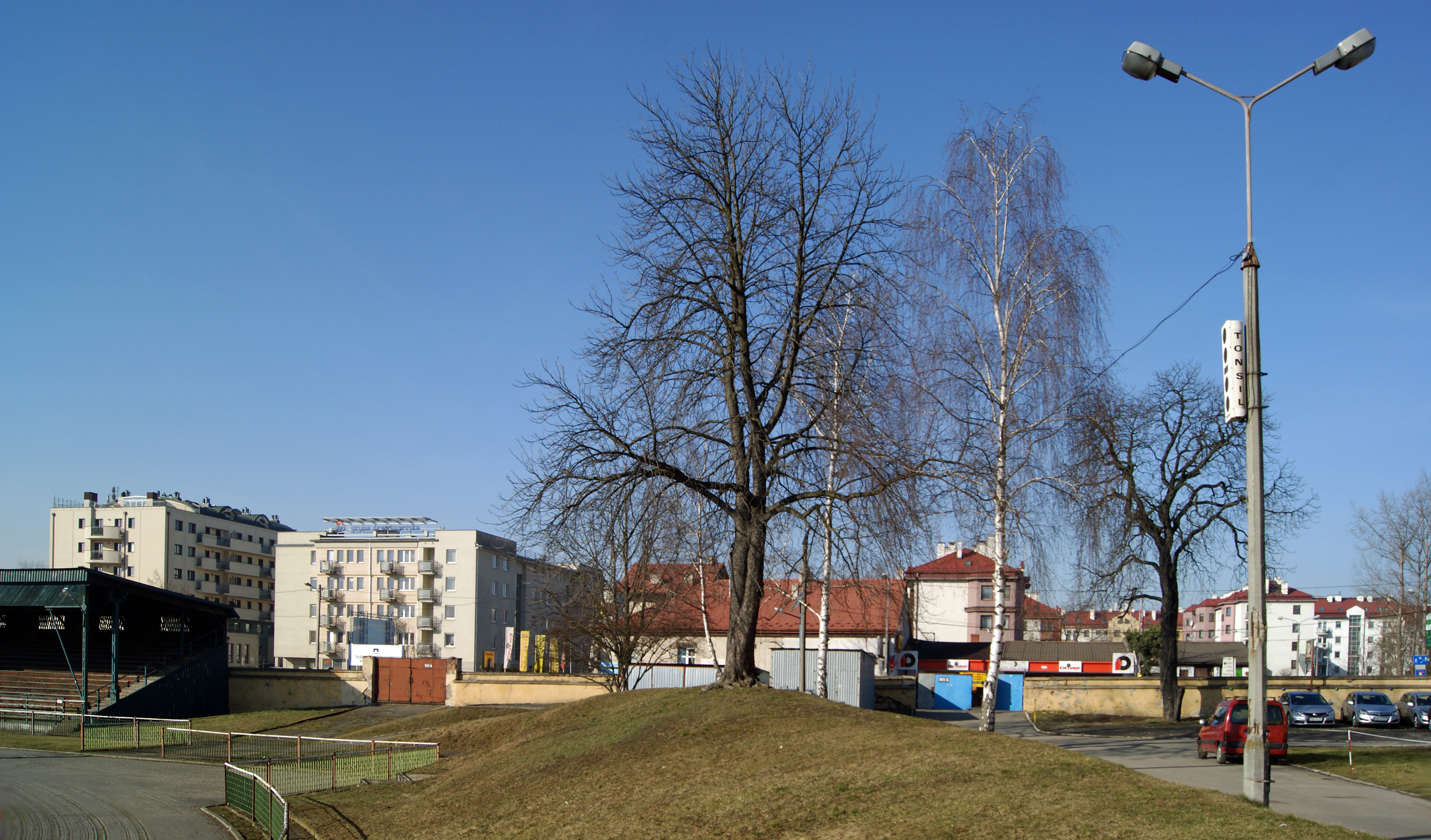
Przypuszczalna lokalizacja kopca Esterki. Znajdował się, być może, w miejscu, w którym obecnie rośnie kasztanowiec.

W 2015 r. rada dzielnicy podjęła uchwałę postulującą odtworzenie kopca.